# Санта-Барбара (титулярная церковь)
Титулярная церковь Санта-Барбара (лат. Titulus Sanctae Barbarae) — упразднённая древняя титулярная церковь, учрежденная Папой Юлием III 4 декабря 1551 года и упразднена Папой Сикстом V в 1587 году. Церковь, на которой она стоит, имеет очень древнее происхождение и уже упоминается в каталоге камерленго Ченчо Савелли 1192 года. Этот был приход был упразднён Папой Климентом VII. Титулярная церковь принадлежала церкви Санта-Барбара-деи-Либрари, расположенной в районе Рима Регола, недалеко от площади Кампо деи Фиори, на маленькой площади Либрари.

## Список кардиналов-священников титулярной церкви Санта-Барбара
- Джованни Андреа Меркурио — (4 декабря 1551 — 18 августа 1553, назначен кардиналом-священником Сан-Чириако-алле-Терме-Диоклециане);
- Пьердонато Чези старший — (9 июня — 16 июня 1570, назначен кардиналом-священником Сан-Витале);
- Гаспар де Суньига-и-Авильянеда — (16 июня 1570 — 30 января 1571, до смерти).